# Spulerina astaurota
Spulerina astaurota är en fjärilsart som först beskrevs av Edward Meyrick 1922.  Spulerina astaurota ingår i släktet Spulerina och familjen styltmalar. Inga underarter finns listade i Catalogue of Life.